# Orthosia trigutta
Orthosia trigutta là một loài bướm đêm trong họ Noctuidae.